# Пій IX
Блаженний Пій ІХ (ім'я при народженні: Джованні Марія Мастаї-Ферретті; (13 травня 1792 , Сенігаллія, Папська держава  — 7 лютого 1878 , Апостольський палац, Королівство Італія ) — 255-й Папа Римський.

## Біографія
Народився в місті Сенігаллія, що входило на той час до складу Папської держави в шляхетній родині Мастаї-Ферретті. Був дев'ятою дитиною в сім'ї графа Джироламо Мастаї-Ферретті та Катеріни Солацці. При хрещенні, яке відбулось в день його народження, отримав ім'я Джованні Марія Джамбаттіста (Баттіста) П'єтро Пеллеґріно Ісідоро Мастаї-Ферретті (в повсякденному житті використовував лише перші два імені). Відомо, що замолоду він хворів епілепсією.
До обрання Папою спочатку був архиєпископом Сполето (1827—1832), потім архиєпископом Імоли (1832—1846) та кардиналом-священиком з титулярним престолом в церкві Святих Маркелія і Петра в Римі (Santi Marcellino e Pietro al Laterano) (з 14 грудня 1840 до обрання Папою в 1846 році). 255-й Римський Папа з 16 червня 1846 по 7 лютого 1878. Засновник сучасного вчення про права і привілеї Римського первосвященика.
В 1846—1847 роках провів ліберальні реформи в Папській області, що спонукало деяких учасників Рісорджименто побачити в ньому майбутнього лідера за об'єднання Італії. На початку революції 1848-49 у Папській області провів деякі ліберальні реформи, але незабаром був вимушений покинути Рим. Його покровителем вважався французький імператор Наполеон III, війська якого на прохання Папи були введені до Риму.
У 1850—1853 роках Ватикан й уряд Австро-Угорщини дискутували питання утворення українського патріархату на базі Галицької митрополії УГКЦ. Був розроблений проєкт підвищення Галицької митрополії до рівня патріархату, що викликало опір уряду Угорщини, а також угорського та польського єпископату.
У 1867 році Папа Римський Пій ІХ надав іконі Зарваницької Богоматері відпустового статусу. Тобто та людина, яка прийшла їй поклонитися, може отримати особливу ласку від Бога. Причислив до лику святих єпископа Йосафата Кунцевича.
Останній Папа, що правив незалежною Папською державою. Після ліквідації Папської влади над Римом (1870) відмовився визнати об'єднану італійську державу. Відтоді отримав прізвисько «В'язень Ватикану» (так само називали і його наступників, аж до 1929 року, коли в Римі було утворено державу Ватикан). Буллою Ineffabilis Deus проголосив догмат щодо Непорочного Зачаття Діви Марії.
Скликав I Ватиканський собор.
Понтифікат Пія IX — найтриваліший в історії Римо-католицької церкви, після апостола Петра. Він тривав 31 рік, 7 місяців та 22 дні. Був похований в базиліці Сан Лоренцо фуорі ле Мура в Римі.

## Беатифікація
Процес його канонізації було розпочато ще 11 лютого 1907 року. У 2000 році Папа Іван Павло II причислив Пія IX до лику блаженних.